# Margret Tembo
Pour les articles homonymes, voir Tembo.
Margret Tembo née le  21 mai 1999  est une boxeuse zambienne .

## Biographie

### Carriere
Margret Tembo est médaillée d'or dans la catégorie des moins de 48 kg aux Championnats d'Afrique de boxe amateur 2022 à Maputo, s'imposant en finale face à l'Algérienne Fatiha Mansouri.
Aux Jeux africains de 2023 à Accra, elle obtient la médaille de bronze dans la catégorie des moins de 48 kg.
Elle est nommée porte-drapeau de la délégation zambienne aux Jeux olympiques d'été de 2024 à Paris aux côtés du sprinteur Muzala Samukonga.